# Lawin
Lawin is een bestuurslaag in het regentschap Sumbawa van de provincie West-Nusa Tenggara, Indonesië. Lawin telt 1029 inwoners (volkstelling 2010).